# Agenția artiștilor
Agenția artiștilor (germ. "Künstleragentur") este o agenție care este un mediator între artiști și producători de filme, piese de teatru sau organizatori de concerte. Agenția face reclamă și reprezintă interesele artiștilor cu care a încheiat contracte.